# Adolphe Tanquerey
Adolphe Tanquerey (Blainville-sur-Mer, França, 1 de maio de  1854 – Aix-en-Provence, 21 de fevereiro de 1932) foi um sacerdote católico sulpiciano, professor e Doutor em Direito Canônico e Teologia Dogmática e autor de um grande número de obras de espiritualidade.
Dentre as suas obras adquiriu especial notoriedade o seu "Compêndio de Teologia Ascética e Mística", publicada pela primeira vez em 1924 e reeditada várias vezes. É obra utilizada em vários seminários católicos e cuja leitura é recomendada por várias escritores espirituais, ordens e congregações religiosas aos seus membros.